# Saint-Hilaire-du-Bois (Maine-et-Loire)
Saint-Hilaire-du-Bois ist eine ehemalige französische Gemeinde mit 1342 Einwohnern (Stand: 1. Januar 2022) im Département Maine-et-Loire in der Region Pays de la Loire. Sie gehörte zum Arrondissement Cholet.
Am 1. Januar 1974 wurde Saint-Hilaire-du-Bois als Commune associée zusammen mit der bis dahin selbstständigen Gemeinde Le Voide in die Gemeinde Vihiers eingegliedert. Der Erlass vom 18. Dezember 2015 legte mit Wirkung zum 1. Januar 2016 die Eingliederung von Vihiers als Commune déléguée zur neuen Commune nouvelle Lys-Haut-Layon fest. Im Zuge dieser Zusammenlegung wurde Saint-Hilaire-du-Bois ebenfalls der Status einer Commune déléguée von Lys-Haut-Layon anerkannt.

## Geografie
Saint-Hilaire-du-Bois liegt etwa 26 Kilometer ostnordöstlich von Cholet und etwa 38 Kilometer südlich von Angers in der Région naturelle Mauges und im Südwesten  der historischen Provinz Anjou.

## Bevölkerungsentwicklung
| Saint-Hilaire-du-Bois: Einwohnerzahlen von 1793 bis 1968                                           | Saint-Hilaire-du-Bois: Einwohnerzahlen von 1793 bis 1968 | Saint-Hilaire-du-Bois: Einwohnerzahlen von 1793 bis 1968 | Saint-Hilaire-du-Bois: Einwohnerzahlen von 1793 bis 1968 | Saint-Hilaire-du-Bois: Einwohnerzahlen von 1793 bis 1968 |
| -------------------------------------------------------------------------------------------------- | -------------------------------------------------------- | -------------------------------------------------------- | -------------------------------------------------------- | -------------------------------------------------------- |
| Jahr                                                                                               |                                                          |                                                          |                                                          | Einwohner                                                |
| 1793                                                                                               | 1793                                                     |                                                          | 1.425                                                    | 1.425                                                    |
| 1800                                                                                               | 1800                                                     |                                                          | 1.427                                                    | 1.427                                                    |
| 1806                                                                                               | 1806                                                     |                                                          | 1.191                                                    | 1.191                                                    |
| 1821                                                                                               | 1821                                                     |                                                          | 1.250                                                    | 1.250                                                    |
| 1831                                                                                               | 1831                                                     |                                                          | 1.293                                                    | 1.293                                                    |
| 1836                                                                                               | 1836                                                     |                                                          | 1.292                                                    | 1.292                                                    |
| 1841                                                                                               | 1841                                                     |                                                          | 1.383                                                    | 1.383                                                    |
| 1846                                                                                               | 1846                                                     |                                                          | 1.557                                                    | 1.557                                                    |
| 1851                                                                                               | 1851                                                     |                                                          | 1.573                                                    | 1.573                                                    |
| 1856                                                                                               | 1856                                                     |                                                          | 1.456                                                    | 1.456                                                    |
| 1861                                                                                               | 1861                                                     |                                                          | 1.514                                                    | 1.514                                                    |
| 1866                                                                                               | 1866                                                     |                                                          | 1.483                                                    | 1.483                                                    |
| 1872                                                                                               | 1872                                                     |                                                          | 1.362                                                    | 1.362                                                    |
| 1876                                                                                               | 1876                                                     |                                                          | 1.352                                                    | 1.352                                                    |
| 1881                                                                                               | 1881                                                     |                                                          | 1.325                                                    | 1.325                                                    |
| 1886                                                                                               | 1886                                                     |                                                          | 1.345                                                    | 1.345                                                    |
| 1891                                                                                               | 1891                                                     |                                                          | 1.274                                                    | 1.274                                                    |
| 1896                                                                                               | 1896                                                     |                                                          | 1.229                                                    | 1.229                                                    |
| 1901                                                                                               | 1901                                                     |                                                          | 1.216                                                    | 1.216                                                    |
| 1906                                                                                               | 1906                                                     |                                                          | 1.225                                                    | 1.225                                                    |
| 1911                                                                                               | 1911                                                     |                                                          | 1.157                                                    | 1.157                                                    |
| 1921                                                                                               | 1921                                                     |                                                          | 1.050                                                    | 1.050                                                    |
| 1926                                                                                               | 1926                                                     |                                                          | 1.023                                                    | 1.023                                                    |
| 1931                                                                                               | 1931                                                     |                                                          | 1.036                                                    | 1.036                                                    |
| 1936                                                                                               | 1936                                                     |                                                          | 1.037                                                    | 1.037                                                    |
| 1946                                                                                               | 1946                                                     |                                                          | 1.036                                                    | 1.036                                                    |
| 1954                                                                                               | 1954                                                     |                                                          | 1.041                                                    | 1.041                                                    |
| 1962                                                                                               | 1962                                                     |                                                          | 1.069                                                    | 1.069                                                    |
| 1968                                                                                               | 1968                                                     |                                                          | 1.074                                                    | 1.074                                                    |
| Quelle(n): EHESS/Cassini Anmerkung(en): Ab 1962 offizielle Zahlen ohne Einwohner mit Zweitwohnsitz |                                                          |                                                          |                                                          |                                                          |

## Sehenswürdigkeiten
- Schloss Coudray-Montbault aus dem 16. und 18. Jahrhundert, Fassaden und Dächer der Gebäude, Überbleibsel des ehemaligen Schlosses, Wassergräben seit 1965 als Monument historique eingeschrieben, ehemalige Prioratskapelle Saint-Jacques seit 1965 klassifiziert
- Romanische Kirche Saint-Hilaire aus dem 12. und 14. Jahrhundert, seit 2000 als Monument historique eingeschrieben

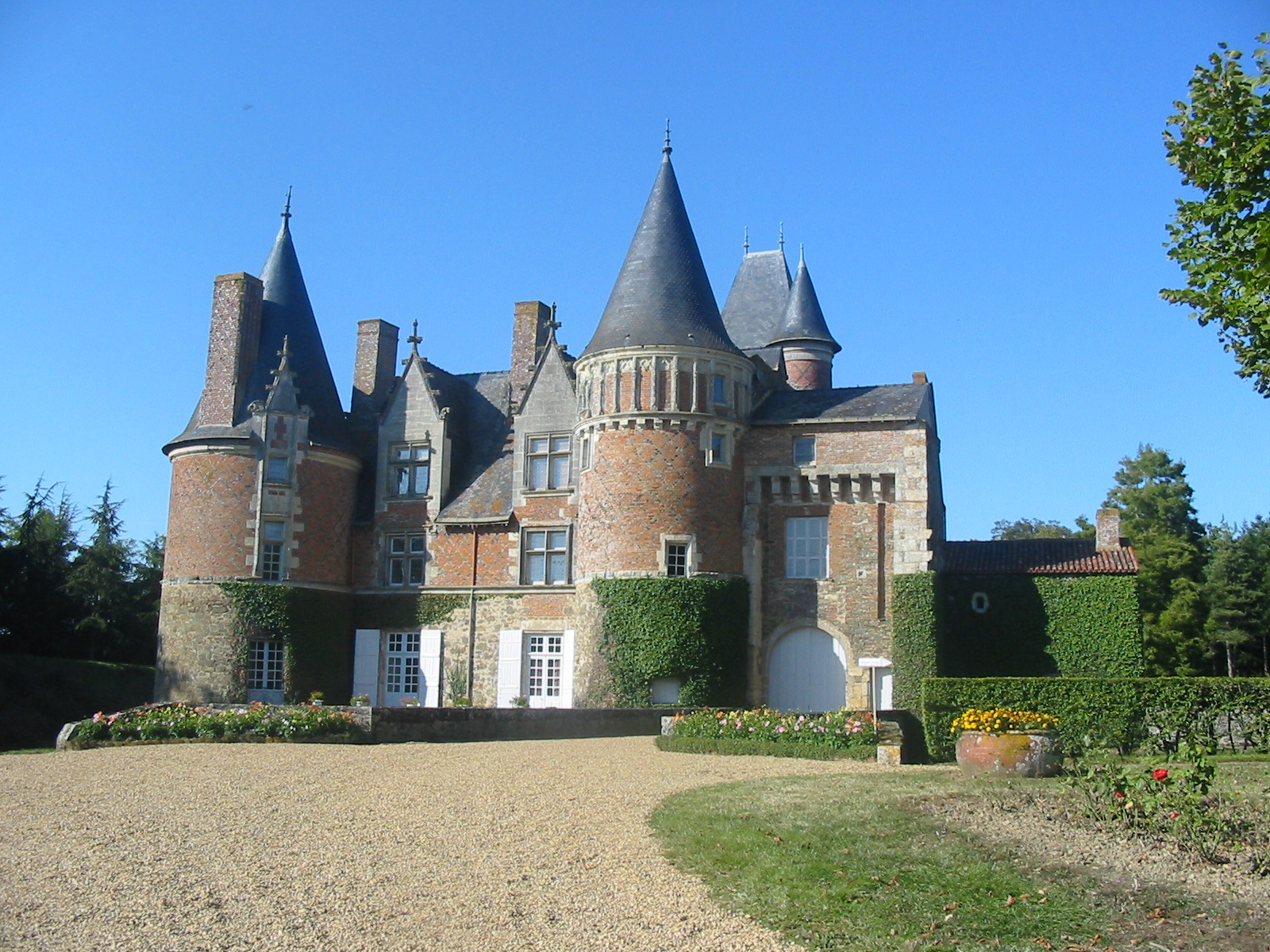
Schloss Coudray-Montbault
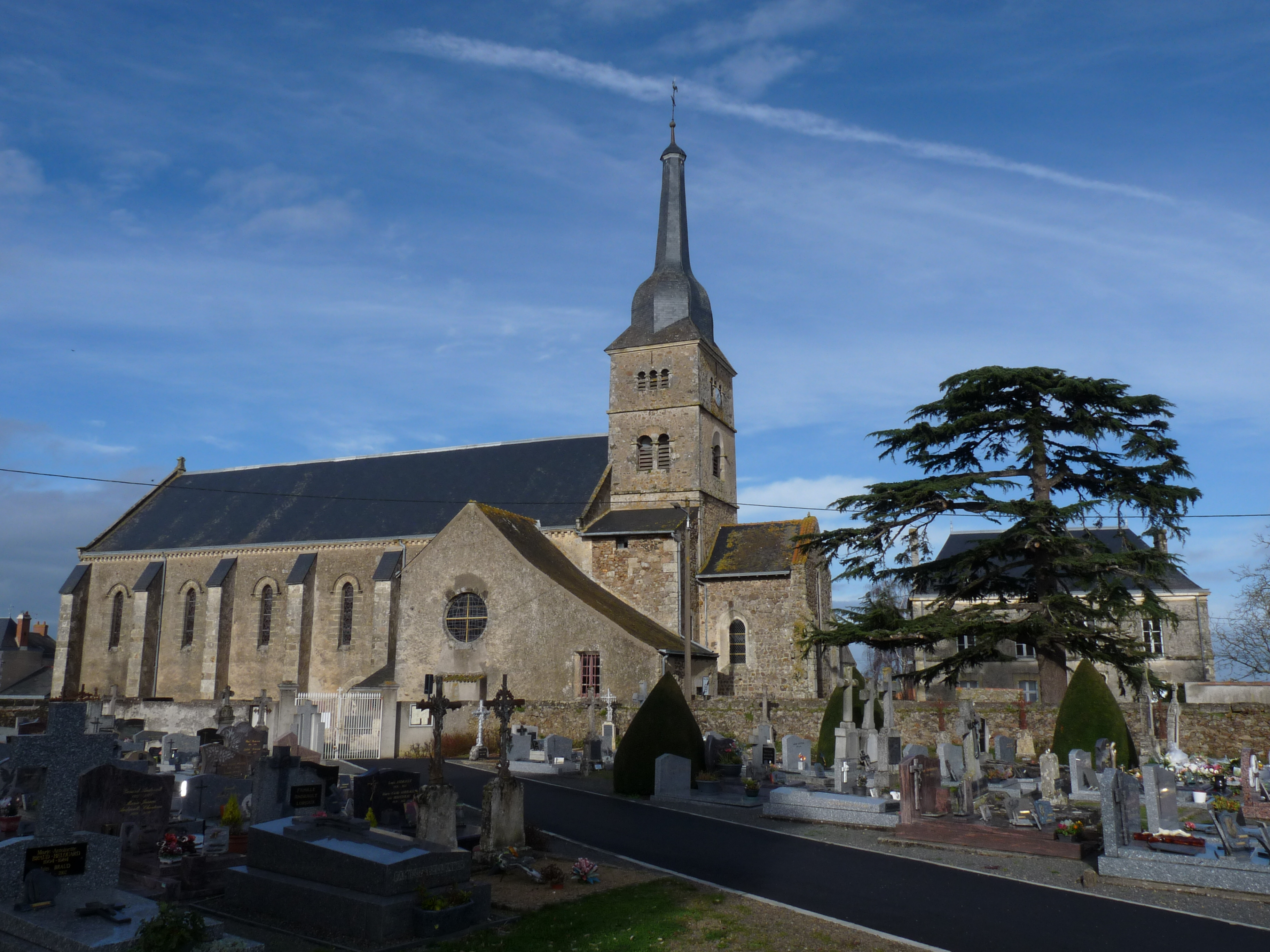
Kirche Saint-Hilaire